# ناحیه فنوغیل
ناحیه فنوغیل (به عربی: دائرة فنوغیل) یک شهرستان در الجزایر است که در استان ادرار واقع شده‌است.

## خصوصیات
ناحیه فنوغیل ۲۹٬۵۴۰ نفر جمعیت دارد.